# Cognomi italiani
I cognomi italiani sono oltre 350000. Sono generalmente formati da un nome (che può essere un toponimo, un patronimico, un soprannome, un nome di mestiere, un nome di colore) dato a una famiglia per distinguerla dalle altre famiglie che componevano un gruppo sociale.
Il gran numero di variazioni ortografiche e il patrimonio linguistico italiano, costituito da diverse varietà romanze e non, sono alcuni dei fattori che spiegano la grande varietà dei cognomi italiani. Mentre una larga messe di cognomi ha diffusione nazionale (Rossi, Bianchi, Fontana ecc.), alcuni sono diffusi in specifiche aree geografiche e linguistiche. Una parte minoritaria dei cognomi presenti in Italia è di origine straniera (francese, spagnola, tedesca) o indica un'origine forestiera, a testimonianza delle varie migrazioni e/o dominazioni che si sono verificate nel corso dei secoli.

## Origine
Delle forme cognominali erano già utilizzate nell'antichità. L'onomastica romana prevedeva l'uso di un nomen (che indicava il gentilizio) e di un cognomen (soprannome aggiuntivo al gentilizio).
Con la frantumazione dell'impero romano d'Occidente, il cognome cadde gradualmente in disuso e si tornò al solo prenome per identificare una persona, secondo la costumanza germanica. La tendenza semplificatrice che prediligeva il nome singolo era tuttavia già iniziata nel periodo tardo-romano.
L'adozione del cognome, come in gran parte dell'Europa occidentale, si diffuse nuovamente in Italia a partire dal basso medioevo, benché alcune testimonianze isolate sono già documentate negli ultimi secoli dell'alto medioevo, come nel caso di Venezia. I primi ad acquisire un cognome stabile, ereditato da padre in figlio, furono i nobili, seguiti dalle classi sociali più basse.

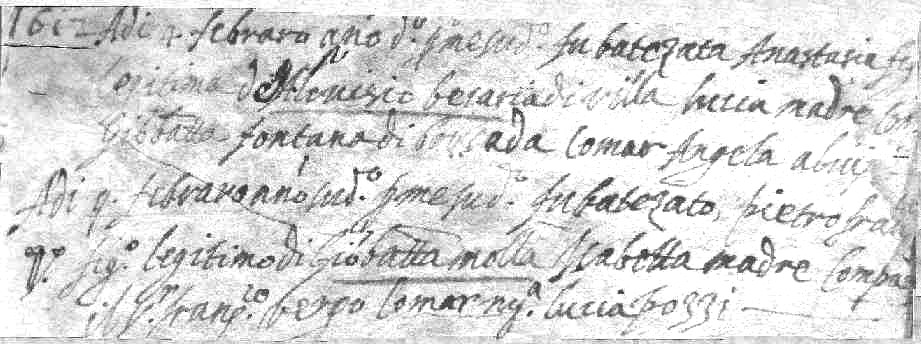
Esempio di registro parrocchiale

Le disposizioni del Concilio di Trento del 1563 resero obbligatorio per i parroci registrare i nomi e i cognomi delle persone negli appositi registri parrocchiali, dove venivano raccolti gli atti relativi a battesimi, cresime, matrimoni e funerali.
Il codice civile italiano attuale, secondo l'Art. 143-bis (introdotto con la legge 151 del 1975) prevede che: la moglie aggiunge al proprio cognome quello del marito e lo conserva durante lo stato vedovile, fino a che passi a nuove nozze. A causa di questo automatismo nell'attribuzione del cognome, nel 2014 la Corte di Strasburgo ha condannato l'Italia per violazione della Convenzione europea dei diritti dell'uomo e nel novembre 2016 la Corte costituzionale ha dichiarato l'illegittimità costituzionale della norma laddove «prevede l'automatica attribuzione del cognome paterno al figlio legittimo, in presenza di una diversa volontà dei genitori».

## Frequenza
Oltre all'Italia, i cognomi italiani sono particolarmente frequenti nei paesi che tra fine XIX secolo e prima metà del XX secolo, ricevettero la maggior parte dell'Emigrazione italiana ossia l'Argentina, l'Uruguay, il Brasile e gli Stati Uniti d'America.
Nel resto dell'Europa, per ragioni storiche, geografiche e linguistiche sono comuni nel Canton Ticino, in Corsica, Malta, Nizza, Istria e Dalmazia.

### Cognomi più diffusi
È certo che tra questi cognomi, il più diffuso in Italia sia Rossi, presente in 4572 comuni italiani per un totale di 60487 famiglie. I cinquanta cognomi più diffusi in Italia sono i seguenti:
- Rossi
- Ferrari
- Russo
- Esposito
- Bianchi
- Romano
- Gallo
- Costa
- Fontana
- Conti
- Ricci
- Bruno
- De Luca
- Moretti
- Marino
- Greco
- Barbieri
- Lombardi
- Giordano
- Cassano
- Colombo
- Mancini
- Longo
- Leone
- Martinelli

- Marchetti
- Martini
- Galli
- Gatti
- Mariani
- Ferrara
- Santoro
- Marini
- Bianco
- Conte
- Serra
- Farina
- Gentile
- Caruso
- Morelli
- Ferri
- Testa
- Ferraro
- Pellegrini
- Grassi
- Rossetti
- D'Angelo
- Bernardi
- Mazza
- Rizzi
- Natale
- Rizzo

#### Cognomi regionali
| Regione               | Cognomi |
| --------------------- | --- |
| Abruzzo               | D'Angelo - Di Marco - Rossi - Di Paolo - Mancini - Di Pietro - Di Francesco - Di Carlo - Ricci - De Luca                                                          |
| Basilicata            | Pace - Russo - Grieco - Colangelo - Telesca - Bruno - Carlucci - Ferrara - Mecca - Sabia                                                                          |
| Calabria              | Romeo - Russo - Greco - Marino - Gallo - De Luca - Bruno - Perri - Ferraro - Caruso                                                                               |
| Campania              | Esposito - Russo - Romano - Coppola - De Rosa - Giordano - Sorrentino - De Luca - Ferrara - Marino                                                                |
| Emilia-Romagna        | Rossi - Ferrari - Fabbri - Montanari - Barbieri - Magnani - Ricci - Bianchi - Casadei - Venturi - Gamberini - Simonini                                            |
| Friuli-Venezia Giulia | Rossi - Furlan - Moro - Fabbro - Visintin - Trevisan - Mauro - Zuliani - Fabris - Basso                                                                           |
| Lazio                 | Rossi - Mancini - De Angelis - De Santis - Bucci - Proietti - Bianchi - Conti - Russo - Mariani                                                                   |
| Liguria               | Rossi - Parodi - Ferrari - Bruzzone - Costa - Canepa - Bianchi - Traverso - Ferrando - Assereto - Calcagno                                                        |
| Lombardia             | Colombo - Ferrari - Rossi - Bianchi - Sala - Villa - Cattaneo - Brambilla - Riva - Fumagalli - Tettamanti - Gilardi - Milani- Pirola - Panzeri - Corti - Sabadini |
| Marche                | Rossi - Mancini - Marinelli - Ricci - Moretti - Marini - Vitali - Conti - Mariani - De Angelis                                                                    |
| Molise                | Mancini - Di Iorio - Testa - Rossi - Lombardi - Ricci - Mignogna - Palladino - Romano - Martino - Di Rienzo - Venditti                                            |
| Piemonte              | Ferrero - Rossi - Gallo - Bruno - Rosso - Giordano - Ferrari - Bianco - Barbero - Ferraris - Racca                                                                |
| Puglia                | Greco - Russo - Rizzo - Santoro - Lorusso - Bruno - Perrone - Leone - Longo - Caputo - Pezzuto                                                                    |
| Sardegna              | Sanna - Piras - Pinna - Serra - Melis - Carta - Manca - Meloni - Mura - Lai                                                                                       |
| Sicilia               | Russo - Messina - Caruso - Lombardo - Marino - Rizzo - Greco - Romano - Grasso - Di Stefano                                                                       |
| Toscana               | Rossi - Bianchi - Innocenti - Gori - Ricci - Martini - Giusti - Baldi - Lombardi - Conti                                                                          |
| Trentino-Alto Adige   | Mair - Ferrari - Hofer - Pichler - Kofler - Rossi - Gruber - Tomasi - Moser - Sartori                                                                             |
| Umbria                | Rossi - Proietti - Ricci - Moretti - Fiorucci - Mancini - Rosati - Ceccarelli - Mariani - Benedetti-Pierotti                                                      |
| Valle d'Aosta         | Favre - Cerise - Bionaz - Vuillermoz - Rosset - Blanc - Pession - Grange - Rossi - Viérin - Péaquin                                                               |
| Veneto                | Rossi - Trevisan - Sartori - Pavan - Boscolo - Carraro - Vianello - Mason - Zanella - Visentin - Favaro                                                           |

#### Cognomi provinciali
| Regione               | Provincia             | Cognomi |
| --------------------- | --------------------- | --- |
| Abruzzo               | Chieti                | D'Angelo - Di Paolo - D'Alessandro - Iezzi - De Luca - Menna - Rossi - Mancini - Di Nardo - D'Orazio                 |
| Abruzzo               | L'Aquila              | Rossi - De Santis - Gentile - D'Alessandro - Mancini - Bianchi - Di Stefano - Santilli - Ricci - Di Cesare           |
| Abruzzo               | Pescara               | D'Angelo - Di Giovanni - D'Amico - Di Girolamo - Mancini - D'Agostino - Di Paolo - Costantini - Di Marco - Di Matteo |
| Abruzzo               | Teramo                | Di Francesco - Di Marco - Di Pietro - Ferretti - Di Giuseppe - Marini - Di Felice - Di Domenico - Di Carlo - Ricci   |
| Basilicata            | Matera                | Montemurro - Grieco - Stigliano - Bruno - D'Alessandro - Venezia - Paolicelli - Nicoletti - Quinto - Andrisani       |
| Basilicata            | Potenza               | Pace - Telesca - Mecca - Sabia - Colangelo - Coviello - Santarsiero - Russo - Romaniello - Santoro                   |
| Calabria              | Catanzaro             | Procopio - Talarico - Gigliotti - Mancuso - Perri - Gallo - Mazza - Mastroianni - Rocca - Aiello                     |
| Calabria              | Cosenza               | Greco - De Luca - Bruno - Russo - Perri - Ferraro - Gallo - De Marco - Caruso - Marino                               |
| Calabria              | Crotone               | Greco - Carvelli - Ierardi - Russo - Scalise - Gentile - Pugliese - Rizzo - Tallarico - Bruno                        |
| Calabria              | Reggio Calabria       | Romeo - Morabito - Tripodi - Foti - Marino - Surace - Crea - Minniti - Laganà - Nucera                               |
| Calabria              | Vibo Valentia         | Grillo - Galati - Pugliese - Tassone - Russo - Mazzeo - Arena - Franzè - Greco - Carnovale                           |
| Campania              | Avellino              | Russo - Napolitano - Iannaccone - Grasso - Guerriero - Picariello - Romano - Esposito - Coppola - De Maio            |
| Campania              | Benevento             | Russo - Lombardi - Romano - Izzo - Ruggiero - Fusco - De Luca - Massaro - Parente - Maio                             |
| Campania              | Caserta               | Russo - Esposito - Natale - De Lucia - Diana - Fusco - Merola - Piscitelli - Izzo - Marino                           |
| Campania              | Napoli                | Esposito - Russo - Romano - Coppola - De Rosa - Sorrentino - Gargiulo - De Luca - Cozzolino - Capasso                |
| Campania              | Salerno               | Esposito - Russo - Giordano - Ferrara - Senatore - Coppola - Pepe - Romano - Ruggiero - Marino                       |
| Emilia Romagna        | Bologna               | Venturi - Rossi - Fabbri - Nanni - Gamberini - Montanari - Monti - Barbieri - Ferrari - Grandi                       |
| Emilia Romagna        | Ferrara               | Mantovani - Balboni - Fabbri - Rossi - Govoni - Menegatti - Ferrari - Cavallari - Benini - Lodi                      |
| Emilia Romagna        | Forlì-Cesena          | Fabbri - Rossi - Casadei - Ricci - Magnani - Monti - Amadori - Foschi - Battistini - Ravaioli                        |
| Emilia Romagna        | Modena                | Ferrari - Barbieri - Rossi - Venturelli - Lugli - Malagoli - Baraldi - Righi - Borghi - Luppi                        |
| Emilia Romagna        | Parma                 | Ferrari - Rossi - Corradi - Bianchi - Magnani - Cavalli - Barbieri - Campanini - Tanzi - Bocchi                      |
| Emilia Romagna        | Piacenza              | Rossi - Ferrari - Barbieri - Carini - Mazzocchi - Molinari - Tagliaferri - Sartori - Gazzola - Schiavi               |
| Emilia Romagna        | Ravenna               | Fabbri - Montanari - Casadio - Rossi - Ricci - Melandri - Mazzotti - Babini - Liverani - Bandini                     |
| Emilia Romagna        | Reggio Emilia         | Ferrari - Rossi - Montanari - Ferretti - Catellani - Magnani - Davoli - Menozzi - Barbieri - Iotti                   |
| Emilia Romagna        | Rimini                | Fabbri - Rossi - Casadei - Bianchi - Semprini - Montanari - Ricci - Magnani - Morri - Guidi                          |
| Friuli-Venezia Giulia | Gorizia               | Visintin - Furlan - Marchesan - Medeot - Trevisan - Bressan - Marega - Calligaris - Donda - Brumat                   |
| Friuli-Venezia Giulia | Pordenone             | Santarossa - Moro - Bortolin - Basso - Corazza - D'Andrea - Trevisan - Pivetta - Moras - Bertolussi                  |
| Friuli-Venezia Giulia | Trieste               | Furlan - Vascotto - Degrassi - Crevatin - Fonda - Ferluga - Coslovich - Gregori - Visintin - Petronio                |
| Friuli-Venezia Giulia | Udine                 | Mauro - Rossi - Zuliani - Fabbro - Degano - Moro - Beltrame - Picco - Fabris - Venturini                             |
| Lazio                 | Frosinone             | Rossi - Fiorini - De Santis - Bianchi - Rea - Campoli - Gabriele - Mancini - Ricci - Martini                         |
| Lazio                 | Latina                | Rossi - Mancini - De Angelis - Conte - Di Girolamo - Russo - De Santis - Forte - Ricci - Fusco                       |
| Lazio                 | Rieti                 | Rossi - De Angelis - De Santis - Mancini - Rinaldi - Angelucci - Rosati - Nobili - Festuccia - Paolucci              |
| Lazio                 | Roma                  | Rossi - Mancini - De Angelis - Proietti - De Santis - Ricci - Conti - Russo - Bianchi - Mariani                      |
| Lazio                 | Viterbo               | Rossi - Ricci - Proietti - Mancini - Moretti - Ceccarelli - Mariani - De Santis - Marini - Santini                   |
| Liguria               | Genova                | Parodi - Rossi - Pastorino - Canepa - Ferrari - Traverso - Costa - Bruzzone - Repetto - Ferrando                     |
| Liguria               | Imperia               | Lanteri - Martini - Rossi - Ferrari - Guglielmi - Bianchi - Giordano - Alberti - Biancheri - Viale - Assereto        |
| Liguria               | La Spezia             | Rossi - Ferrari - Cozzani - Bianchi - Ricci - Lombardi - Costa - Tonelli - Maggiani - Venturini                      |
| Liguria               | Savona                | Zunino - Rossi - Parodi - Pastorino - Siri - Bruzzone - Delfino - Ferrari - Briano - Ferraro - Assereto              |
| Lombardia             | Bergamo               | Locatelli - Rota - Belotti - Carminati - Carrara - Rossi - Ferrari - Cattaneo - Mazzoleni - Cortinovis               |
| Lombardia             | Brescia               | Ferrari - Rossi - Zani - Bresciani - Filippini - Franzoni - Vezzoli - Marini - Bianchi - Zanetti                     |
| Lombardia             | Como                  | Colombo - Bianchi - Molteni - Frigerio - Cattaneo - Bernasconi - Marelli - Corti - Galli - Tagliabue-Tettamanti      |
| Lombardia             | Cremona               | Ferrari - Rossi - Vailati - Galli - Cattaneo - Barbieri - Bianchi - Denti - Guarneri - Bodini                        |
| Lombardia             | Lecco                 | Colombo - Fumagalli - Riva - Panzeri - Valsecchi - Corti - Sala - Perego - Crippa - Redaelli                         |
| Lombardia             | Lodi                  | Ferrari - Rossi - Bianchi - Negri - Anelli - Cremonesi - Granata - Grossi - Pedrazzini - Dragoni                     |
| Lombardia             | Mantova               | Ferrari - Rossi - Mantovani - Bellini - Negri - Benatti - Barbieri - Malavasi - Baraldi - Vincenzi                   |
| Lombardia             | Milano                | Colombo - Rossi - Ferrari - Bianchi - Villa - Brambilla - Cattaneo - Sala - Russo - Garavaglia                       |
| Lombardia             | Monza e Brianza       | Colombo - Sala - Villa - Brambilla - Mariani - Fumagalli - Beretta - Crippa - Riva - Perego                          |
| Lombardia             | Pavia                 | Ferrari - Rossi - Barbieri - Sacchi - Gatti - Maggi - Negri - Bianchi - Montagna - Vercesi                           |
| Lombardia             | Sondrio               | Gusmeroli - Rossi - Pini - Acquistapace - Martinelli - Scherini - Bertolini - Rodigari - Galli - Mazzoni             |
| Lombardia             | Varese                | Colombo - Bianchi - Macchi - Rossi - Ferrario - Castiglioni - Ferrari - Crespi - Ceriani - Galli                     |
| Marche                | Ancona                | Rossi - Mancini - Marinelli - Romagnoli - Agostinelli - Carletti - Sabbatini - Giuliani - Marchetti - Ferretti       |
| Marche                | Ascoli Piceno         | Capriotti - De Angelis - Angelini - Rossi - Traini - Bruni - Fioravanti - Gabrielli                                  |
| Marche                | Fermo                 | Rossi - Marziali - Mancini - Santarelli - Luciani - Moretti - Silenzi - Vitali - Ferracuti - Ercoli                  |
| Marche                | Macerata              | Cingolani - Rossi - Salvucci - Moretti - Romagnoli - Gentili - Torresi - Mancini - Luciani - Marconi                 |
| Marche                | Pesaro Urbino         | Rossi - Ferri - Ricci - Cecchini - Bartolucci - Serafini - Mancini - Guidi - Conti - Vitali                          |
| Molise                | Campobasso            | Di Iorio - Testa - Mignogna - Mancini - Palladino - De Santis - Spina - D'Alessandro - Moffa - Salvatore             |
| Molise                | Isernia               | Rossi - Ricci - Lombardi - Mancini - Bucci - Forte - Izzi - Gentile - Petrarca - Silvestri - Giancola                |
| Piemonte              | Alessandria           | Repetto - Ferrari - Rossi - Parodi - Ferraris - Bisio - Poggio - Gatti - Bianchi - Traverso                          |
| Piemonte              | Asti                  | Ferrero - Musso - Bianco - Rosso - Gallo - Barbero - Franco - Amerio - Cerrato - Torchio                             |
| Piemonte              | Biella                | Mosca - Acquadro - Lanza - Ramella - Rosso - Rossi - Ferrari - Pozzo - Canova - Barbera                              |
| Piemonte              | Cuneo                 | Ferrero - Giordano - Giraudo - Bruno - Rosso - Dalmasso - Dutto - Gallo - Pellegrino - Barbero                       |
| Piemonte              | Novara                | Colombo - Ferrari - Rossi - Cerutti - Fornara - Zanetta - Mora - Poletti - Miglio - Sacco                            |
| Piemonte              | Torino                | Ferrero - Gallo - Bruno - Russo - Rossi - Bianco - Rosso - Giordano - Costa - Marino                                 |
| Piemonte              | Verbano-Cusio-Ossola  | Ferrari - Cerutti - Rossi - Piana - Caretti - Beltrami - Bianchi - Morandi - Ferraris - Colombo                      |
| Piemonte              | Vercelli              | Ferraris - Rossi - Rosso - Conti - Greppi - Francese - Ferrarotti - Ferrari - Barberis - Barbero                     |
| Puglia                | Bari                  | Lorusso - Fiore - Cassano - Gentile - Palmisano - Fanelli - Bruno - De Palma - Rizzi - Colonna                       |
| Puglia                | Barletta-Andria-Trani | Lorusso - Rizzi - Zagaria - Piazzolla - Di Bari - Russo - Cannone - Leonetti - Matera - Doronzo                      |
| Puglia                | Brindisi              | Semeraro - Greco - Santoro - Cavallo - Saponaro - Palmisani - Carrozzo - Epifani - Vitale - Ligorio                  |
| Puglia                | Foggia                | Russo - Rinaldi - Lombardi - Prencipe - Guerra - Totaro - Palumbo - Ciuffreda - Santoro - Ciavarella                 |
| Puglia                | Lecce                 | Rizzo - Greco - Perrone - Quarta - Romano - Russo - Longo - De Giorgi - Conte - Caputo                               |
| Puglia                | Taranto               | Semeraro - Greco - Santoro - Basile - Russo - Palmisano - Chiffi - Colucci - Quaranta - Sperti                       |
| Sardegna              | Cagliari              | Melis - Piras - Sanna - Meloni - Serra - Pinna - Lai - Manca - Loi - Murgia                                          |
| Sardegna              | Carbonia-Iglesias     | Pinna - Melis - Piras - Sanna - Serra - Manca - Pintus - Diana - Floris - Lai                                        |
| Sardegna              | Medio Campidano       | Sanna - Piras - Melis - Murgia - Pinna - Serra - Atzeni - Garau - Concas - Floris                                    |
| Sardegna              | Nuoro                 | Piras - Sanna - Lai - Carta - Serra - Manca - Loi - Mereu - Deiana - Mura                                            |
| Sardegna              | Ogliastra             | Lai - Piras - Loi - Melis - Deiana - Usai - Murru - Demurtas - Serra - Mereu                                         |
| Sardegna              | Olbia-Tempio          | Sanna - Deiana - Spano - Carta - Cossu - Addis - Pinna - Careddu - Meloni - Azara                                    |
| Sardegna              | Oristano              | Sanna - Piras - Pinna - Manca - Carta - Serra - Mura - Melis - Meloni - Porcu                                        |
| Sardegna              | Sassari               | Sanna - Pinna - Carta - Manca - Piras - Cossu - Serra - Canu - Mura - Sechi                                          |
| Sicilia               | Agrigento             | Vella - Russo - Licata - Rizzo - Montalbano - Sanfilippo - Marino - Amato - Lombardo - Alaimo                        |
| Sicilia               | Caltanissetta         | Amico - Lombardo - Falzone - Messina - Romano - Russo - Riggi - Di Dio - Cammarata - Ferrara                         |
| Sicilia               | Catania               | Russo - Grasso - Pappalardo - Messina - Caruso - Giuffrida - Privitera - Rapisarda - Torrisi - Di Mauro              |
| Sicilia               | Enna                  | Giunta - Russo - Gagliano - Messina - Trovato - Bruno - Rizzo - Arena - Costa - Romano - Bivona                      |
| Sicilia               | Messina               | Russo - Rizzo - Arena - Costa - Parisi - Lombardo - Foti - Messina - Ruggeri - Puglisi                               |
| Sicilia               | Palermo               | Russo - Messina - Vitale - Rizzo - Randazzo - Romano - Gambino - Greco - Caruso - Amato                              |
| Sicilia               | Ragusa                | Occhipinti - Iacono - Licitra - Battaglia - Gurrieri - Tumino - Cappello - Cascone - Guastella - Guastone            |
| Sicilia               | Siracusa              | Caruso - Russo - Campisi - Marino - Rizza - Di Mauro - Romano - Lombardo - Gallo - Greco                             |
| Sicilia               | Trapani               | Giacalone - Marino - Lombardo - Messina - Pipitone - Asaro - Genna - Parrinello - Rallo - Russo                      |
| Toscana               | Arezzo                | Rossi - Gori - Nocentini - Innocenti - Fabbri - Bartolini - Donati - Ricci - Martini - Bianchi                       |
| Toscana               | Firenze               | Rossi - Innocenti - Bianchi - Gori - Conti - Martini - Landi - Bini - Manetti - Casini                               |
| Toscana               | Grosseto              | Rossi - Bianchi - Pellegrini - Sabatini - Martini - Vichi - Corridori - Bernardini - Pieri - Monaci                  |
| Toscana               | Livorno               | Rossi - Bianchi - Morelli - Giusti - Lenzi - Bertini - Bacci - Donati - Filippi - Salvadori                          |
| Toscana               | Lucca                 | Pardini - Rossi - Lucchesi - Bianchi - Martinelli - Benedetti - Ricci - Giannini - Giusti - Pellegrini               |
| Toscana               | Massa-Carrara         | Ricci - Rossi - Mosti - Dell'Amico - Manfredi - Menconi - Ferrari - Bianchi - Pucci - Baldini                        |
| Toscana               | Pisa                  | Rossi - Salvadori - Donati - Bertini - Bianchi - Moretti - Barsotti - Bacci - Sbrana - Benvenuti                     |
| Toscana               | Pistoia               | Innocenti - Gori - Baldi - Niccolai - Biagini - Capecchi - Pellegrini - Nesti - Ferrari - Tesi                       |
| Toscana               | Prato                 | Gori - Innocenti - Rossi - Martini - Lombardi - Giusti - Cecchi - Pacini - Bartolini - Baldi                         |
| Toscana               | Siena                 | Rossi - Brogi - Guerrini - Neri - Cappelli - Bruni - Pianigiani - Ricci - Casini - Betti                             |
| Trentino Alto Adige   | Bolzano               | Mair - Hofer - Pichler - Kofler - Gruber - Pircher - Gasser - Gamper - Egger - Huber                                 |
| Trentino Alto Adige   | Trento                | Ferrari - Tomasi - Sartori - Pedrotti - Valentini - Rossi - Zeni - Martinelli - Giovannini - Leonardi                |
| Umbria                | Perugia               | Rossi - Fiorucci - Ricci - Moretti - Mancini - Proietti - Rosati - Bellucci - Benedetti - Ceccarelli-Pierotti        |
| Umbria                | Terni                 | Proietti - Rossi - Moretti - Conti - Rosati - Sabatini - Ricci - Leonardi - Bernardini - Morelli                     |
| Valle d'Aosta         | Aosta                 | Favre - Cerise - Bionaz - Vuillermoz - Rosset - Blanc - Pession - Grange - Rossi - Viérin - Péaquin                  |
| Veneto                | Belluno               | Da Rold - De Col - Bristot - Tormen - De Bona - Zanella - D'Incà - Dal Farra - Sacchet - Bortot - Bortoluzzi         |
| Veneto                | Padova                | Carraro - Schiavon - Masiero - Trevisan - Rampazzo - Rossi - Gallo - Rizzo - Pavan - Berto                           |
| Veneto                | Rovigo                | Rossi - Ferrari - Crepaldi - Ferro - Mantovani - Milan - Veronese - Marangon - Finotti - Milani                      |
| Veneto                | Treviso               | Casagrande - Zanatta - Pavan - Visentin - Favaro - Marcon - Furlan - Basso - Sartor - Favero                         |
| Veneto                | Venezia               | Boscolo - Vianello - Scarpa - Trevisan - Carraro - Rossi - Zennaro - Ballarin - Penzo                                |
| Veneto                | Verona                | Ferrari - Rossi - Righetti - Sartori - Cordioli - Lonardi - Mantovani - Adami - Zanetti - Fasoli                     |
| Veneto                | Vicenza               | Rossi - Sartori - Costa - Fabris - Baggio - Lovato - Frigo - Fontana - Bonato - Zordan                               |

### Famiglie di cognomi
| Desinenze                     | Esempio di composizione | Origine e diffusione                                                                                                | Fonti         |
| ----------------------------- | --- | --- | ------------- |
| ani/eni/ini/oni               | Anconet-ani, Bazz-ani, Calif-ani, Cass-ani, Croci-ani, Crosign-ani, Gabb-ani, Luci-ani, Mar-ani, Mor-ani, P-ani, Pag-ani, Schif-ani, Stopp-ani, Viss-ani, B-eni, Cond-eni, Mazzol-eni, Madril-eni, Reg-eni, Albergh-ini, Card-ini, Cass-ini, F-ini, Gardell-ini, Guerr-ini, March-ini, Minerv-ini, Passar-ini, Bazz-oni, Bell-oni, Berlusc-oni, Corrid-oni, Iacov-oni, Manz-oni, Marc-oni, Margherit-oni, Mor-oni, Ors-oni, Resc-oni, V-oni | Italia settentrionale, centrale, Campania e Puglia                                                                  | [ 14 ]        |
| etti/otti/elli                | Arrigh-etti, Cass-etti, Cer-etti, Chiambr-etti, Felic-etti, Man-etti, Mor-etti, Pedr-etti, Per-etti, Proi-etti, Rip-etti, Ross-etti, Zan-etti, Bel-otti, Brum-otti, Guid-otti, Manz-otti, Mari-otti, Marz-otti, Masci-otti,Pier-otti Pedr-otti, Tass-otti, T-otti, Viss-otti, Z-otti, Anton-elli, Begh-elli, Benev-elli, Bert-elli, Borr-elli, Campit-elli, Cast-elli, Felic-elli, Fin-elli, Fiorin-elli, Giorg-elli, Lampar-elli, Lampit-elli, Machiav-elli, Martar-elli, Mor-elli, Pac-elli, Piscit-elli, Porc-elli, Pret-elli, Ricciard-elli, Ros-elli, Simonc-elli, Verc-elli, Volpat-elli, Zanonc-elli, Folcar-elli | Italia settentrionale, centrale, Campania e Puglia                                                                  | [ 14 ]        |
| ucci/acci/occi/icci/ecci      | Andre-ucci, Bell-ucci, Bertol-ucci, Bocc-ucci, Bon-ucci, B-ucci, Card-ucci, Carl-ucci, Corb-ucci, Ferr-ucci, F-ucci, Tard-ucci, Monic-ucci, M-ucci,Cecc-acci, Custon-acci, Jann-acci, N-acci, P-ecci, R-ecci, Mor-icci, R-icci, B-occi, Fed-occi, Polid-occi | Italia centrale, e meridionale                                                                                      | [ 14 ]        |
| ano/ino                       | Catal-ano, Cusm-ano, Formis-ano, Giord-ano, Giugli-ano, Marchigi-ano, Paller-ano, Provenz-ano, Rom-ano, Venezi-ano, Verrazz-ano, Viscia-ano, Ambros-ino, Baud-ino, Ciarav-ino, Goll-ino, Giann-ino, Iervol-ino, Lazzar-ino, Matt-ino, Mazz-ino, Sever-ino | Italia meridionale incluse anche Piemonte e Liguria                                                                 | [ 14 ]        |
| one                           | Ciccol-one, Fauss-one, Barnazz-one, Car-one, Falc-one, Marc-one, Masci-one, Mazz-one, Pic-one, Stanzi-one, Visci-one, 'Giacal-one | Italia meridionale incluse anche Piemonte e Liguria                                                                 | [ 14 ] [ 15 ] |
| atti/alli/olli/ulli           | Cas-atti, Cav-atti, G-atti, Marzor-atti, Meneg-atti, Mor-atti, Trab-atti, Ari-atti, Ceri-atti, Mag-alli, R-alli, Ronc-alli, Vi-alli, Andre-olli, Bert-olli, Ci-olli, Spezz-olli, Trezz-olli, Vischi-olli, Z-olli, Gar-ulli, Gatt-ulli, R-ulli | Italia centrale, incluse anche Piemonte, Liguria, Lombardia, Veneto occidentale, Romagna, Emilia, Campania e Puglia |               |
| ali/oli                       | Bacc-ali, Cas-ali, Carnev-ali, Nib-ali, Re-ali, Vit-ali, Acciar-oli, Baccar-oli, Barcar-oli, Bert-oli, Bort-oli, Calder-oli, Cavacchi-oli, Cerign-oli, Frattar-oli, Marang-oli, Matti-oli, Muzz-oli, Nuzz-oli, Paci-oli, Picc-oli, Ravi-oli, Vallar-oli, Zaccar-oli, Zacc-oli | Italia centrale, incluse anche Piemonte, Liguria, Lombardia, Veneto occidentale, Romagna, Emilia, Campania e Puglia |               |
| asi/esi/osi                   | Bl-asi, Bor-asi, Cer-asi, Gir-asi, Tomm-asi, Zan-asi, Cass-esi, Ferrar-esi, Fr-esi, Moden-esi, Paradol-esi, Veron-esi, Al-osi, Albert-osi, Cangel-osi, Nicol-osi | Italia centrale, incluse anche Piemonte, Liguria, Lombardia, Romagna, Emilia, Campania, Puglia e Sardegna           |               |
| mi                            | Busce-mi, Co-mi, Conde-mi, Cri-mi, Du-mi, Gilor-mi, Montel-mi, Rache-mi, Vendra-mi | Italia centrale, settentrionale e meridionale                                                                       |               |
| aghi/ati                      | Air-aghi, Barz-aghi, Casir-aghi, Dr-aghi, Mandr-aghi, Marigli-aghi, Pri-aghi, Terz-aghi, Barz-ati, Ben-ati, Bon-ati, Bramb-ati, Gess-ati, Maln-ati, Ors-ati, Quadr-ati, Trov-ati, Vedov-ati, Zenn-ati | Italia settentrionale e centrale                                                                                    | [ 14 ]        |
| ari/eri/ori                   | Barb-ari, Borg-ari, Camp-ari, Cavall-ari, Colomb-ari, Mammuc-ari, Gall-ari, Malg-ari, Pecor-ari, Sol-ari, Brad-eri, Br-eri, C-eri, Custon-eri, Falcon-eri, Falconi-eri, Giardini-eri, Palm-eri, Scud-eri, Amad-ori, Bacciag-ori, Cannal-ori, Capann-ori, G-ori, Mai-ori, Melchi-ori, M-ori, Nicol-ori, Pian-ori, Russ-ori, Tremad-ori | Italia centrale, settentrionale e meridionale                                                                       | [ 16 ]        |
| azzi/ozzi/ezzi/izzi           | Bott-azzi, Bertol-azzi, Fontan-azzi, Gale-azzi, Tavol-azzi, Lav-ezzi, Malp-ezzi, T-ozzi, Cap-ozzi, R-izzi, P-izzi. | Italia centrale, incluse anche Piemonte, Liguria, Lombardia, Veneto occidentale, Romagna, Emilia, Campania e Puglia |               |
| ardi/ordi                     | Acc-ardi, B-ardi, Bern-ardi, Giovan-ardi, Gil-ardi, Licc-ardi, Licci-ardi, Pav-ardi, Ricc-ardi, Ricci-ardi, Zan-ardi, Zicc-ardi, B-ordi, C-ordi, Giss-ordi, S-ordi, T-ordi, Trip-ordi | Italia centrale, incluse anche Piemonte, Liguria, Lombardia, Veneto occidentale, Romagna, Emilia, Campania e Puglia |               |
| illi/itti                     | Borz-illi, Br-illi, Car-illi, Cat-illi, Fer-illi, Fus-illi, Piccir-illi, Spit-illi, Verr-illi, Verz-illi, V-illi, Z-illi, C-itti, Gr-itti, Mar-itti, S-itti, V-itti | Italia meridionale e centrale                                                                                       | [ 16 ]        |
| ossi/assi/essi/issi           | R-ossi, B-ossi, Gr-ossi, Mal-ossi, Gand-ossi, Tav-ossi, Ben-assi, Gr-assi, Mar-assi, Marr-assi, Carl-essi, M-essi, Mir-essi, Baron-issi, G-issi | Italia centrale, incluse anche Piemonte, Liguria, Lombardia, Veneto occidentale, Romagna, Emilia, Campania e Puglia |               |
| acchi/ecchi/icchi/occhi/ucchi | B-acchi, M-acchi, Mangiav-acchi, Zen-acchi, C-ecchi, Gr-ecchi, Mor-ecchi, P-ecchi, Crist-icchi, Cul-icchi, Bert-occhi, Ciarr-occhi, Fabi-occhi, B-ucchi, C-ucchi | Italia centrale, incluse anche Piemonte, Liguria, Lombardia, Veneto occidentale, Emilia, Campania e Puglia          |               |
| aldi/oldi                     | Aldi, B-aldi, Cast-aldi, Garib-aldi, Gast-aldi, Grim-aldi, Masci-aldi, Tib-aldi, Tip-aldi, B-oldi, Cast-oldi, Gast-oldi, Mir-oldi, Sav-oldi, Ub-oldi, Ver-oldi | Italia centrale, incluse anche Piemonte, Liguria, Lombardia, Veneto occidentale, Romagna, Emilia, Campania e Puglia |               |
| anzi/enzi/onzi/inzi           | B-anzi, L-anzi, M-anzi, Al-onzi, Ar-onzi, B-onzi, R-enzi, Gaud-enzi, Gr-inzi, P-inzi | Italia centrale, incluse anche Piemonte, Liguria, Lombardia, Veneto occidentale, Romagna, Emilia, Campania e Puglia |               |
| alfi/elfi/olfi/ulfi           | B-alfi, Ci-alfi, G-alfi, Rand-alfi, D-elfi, Adin-olfi, Ad-olfi, And-olfi, Ast-olfi, Cand-olfi, Ci-olfi, Gand-olfi, Mand-olfi, Pand-olfi, Rand-olfi, Rid-olfi, R-ulfi, F-ulfi | Italia centrale, incluse anche Piemonte, Liguria, Lombardia, Veneto occidentale, Romagna, Emilia, Campania e Puglia |               |
| aschi/eschi/oschi             | Bergam-aschi, Br-aschi, Com-aschi, Fi-aschi, M-aschi, Tr-aschi, Barbar-eschi, Barb-eschi, Bernard-eschi, Fi-eschi, Mor-eschi, Ted-eschi, B-oschi, Bri-oschi, F-oschi | Italia centrale e settentrionale                                                                                    |               |
| arri/erri/orri                | Gasp-arri, M-arri, P-arri, C-erri, F-erri, B-orri, Melchi-orri | Italia centrale, incluse anche Piemonte, Liguria, Lombardia, Veneto occidentale, Romagna, Emilia, Campania e Puglia |               |
| gni                           | Alvi-gni, Ba-gni, Beni-gni, Boncompa-gni, Go-gni, Ma-gni, Migno-gni, Se-gni, Vi-gni | Italia centrale e settentrionale                                                                                    |               |
| aci/oci                       | Anton-aci, B-aci, Fall-aci, P-aci, Bramb-oci, Fer-oci, R-oci, V-oci | Italia centrale, Calabria e Basilicata                                                                              |               |
| ai/ei/oi                      | Ast-ai, Bott-ai, Boll-ai, Burr-ai, Cann-ai, Maff-ei, T-ei, S-oi | Italia centrale, incluse anche Campania e Sardegna                                                                  | [ 16 ]        |
| aggi/eggi/iggi/oggi           | B-aggi, M-aggi, R-aggi, R-eggi, Gu-iggi, G-oggi, M-oggi, P-oggi | Italia centrale, incluse anche Lombardia e Campania                                                                 |               |
| onti/unti                     | M-onti, P-onti, Pr-onti, Rigam-onti, Trem-onti, Z-onti, Gi-unti, Scar-unti | Italia centrale, incluse anche Piemonte, Liguria, Lombardia, Emilia, Campania e Puglia                              |               |
| agli/egli/igli/ogli           | Barz-agli, Pazzagli, Mor-egli, De C-egli Form-igli, Verm-igli, Ferr-ogli, F-ogli, L-ogli, V-ogli | Italia centrale e settentrionale                                                                                    |               |
| andi/ondi                     | G-andi, Gr-andi, L-andi, Libr-andi, Mor-andi, Zangr-andi, B-ondi, Frab-ondi, Red-ondi | Italia centrale, incluse anche Piemonte, Liguria, Lombardia, Romagna, Emilia, Campania e Puglia                     |               |
| adi/edi/idi/odi               | Don-adi, Ren-adi, R-edi, Falc-idi, Bell-odi, Pr-odi, T-odi | Italia centrale, incluse anche Piemonte, Liguria, Lombardia, Veneto, Romagna, Emilia, Campania e Puglia             |               |
| avi/evi/ovi                   | Br-avi, Ci-avi, Schi-avi, Gr-evi, Tr-evi, L-evi, Z-ovi | Italia centrale, incluse anche Piemonte, Liguria, Lombardia, Veneto, Emilia, Campania e Puglia                      |               |
| i                             | Banf-i, Sgarb-i, Nast-i, Porz-i, Malvolt-i, Test-i | Italia centrale, settentrionale e meridionale                                                                       |               |
| ì                             | Drom-ì, Macr-ì, Pronest-ì | Italia centrale, settentrionale e meridionale                                                                       |               |
| aro                           | Camp-aro, Ferr-aro, Brugn-aro, P-aro, Fracc-aro, Campagn-aro, Corg-aro, Porc-aro, Mon-aro, Semer-aro | Italia meridionale, incluse anche Piemonte, Liguria e Veneto                                                        | [ 16 ]        |
| ale                           | Arm-ale, Carnev-ale, Cas-ale, Re-ale, Varri-ale, Vi-ale, Vit-ale | Italia meridionale                                                                                                  |               |
| eli                           | C-eli, M-eli, Mic-eli, Mich-eli, Mi-eli, Nich-eli | Italia meridionale                                                                                                  |               |
| azzo                          | Geron-azzo, Marr-azzo, Matar-azzo, Pal-azzo | Italia meridionale, incluse Piemonte, Liguria e Veneto                                                              |               |
| anti/enti                     | Bonf-anti, Gris-anti, Guzz-anti, L-anti, Lanz-anti, Lur-enti, Mazz-anti, Nunzi-anti, Mord-enti, R-enti | Italia meridionale e centrale                                                                                       |               |
| o                             | Antonazz-o, Bass-o, Bolocc-o, Cannavacciuol-o, Giangregori-o, Migliacci-o, Mostacciuol-o, Panariell-o, Prestifilipp-o, Prestigiacom-o, Quarantiell-o, Scaramuzz-o, Scongliamigli-o, Varricchi-o, Zoin-o | Italia meridionale incluse Piemonte, Liguria e Veneto                                                               |               |
| ola/olo                       | Amend-ola, Av-ola, Cazz-ola, Vend-ola, Vent-ola, Nic-ola, Masc-olo, Cut-olo, Curt-olo, Toff-olo, Grum-olo | Italia meridionale incluse Piemonte, Liguria e Veneto                                                               |               |
| otta                          | Pagn-otta, Perr-otta, Tr-otta, Mar-otta, M-otta | Italia meridionale e centrale                                                                                       |               |
| ollo/olla/allo/ulla/ullo      | B-ollo, Mor-ollo, Z-ollo, Car-olla, Figi-olla, V-olla, G-allo, Orop-allo, Cav-allo, Vass-allo, Barbag-allo, Ramp-ulla, Strazz-ulla, Zapp-ulla, Card-ullo, Mar-ullo | Italia meridionale                                                                                                  |               |
| aso                           | Bertol-aso, M-asi, N-aso, Cer-aso | Italia meridionale, incluse Piemonte e Liguria                                                                      |               |
| ia/io                         | Amazzon-ia, Benagl-ia, Livon-ia, Negl-ia, Petacc-ia, Savo-ia, Bellol-io, Magg-io, Puzz-io, Saffir-io, Titomanl-io | Italia meridionale e settentrionale                                                                                 |               |
| era/ara/ora                   | Fich-era, Guarn-era, Br-era, Barb-era, Z-ora, Calzav-ara. | Italia meridionale incluse Piemonte, Lombardia, Veneto                                                              | [ 16 ]        |
| e                             | Antracen-e, Bov-e, Calvanes-e, Contess-e, Mazzon-e, Puscion-e, Vetron-e, Zanzaron-e, Varres-e, Zingal-e | Italia meridionale, incluse Piemonte e Liguria                                                                      |               |
| è                             | Danz-è, Nard-è, Mon-è, Sant-è, Scim-è, Vicer-è | Italia meridionale, incluse Piemonte e Liguria                                                                      |               |
| eo                            | Maff-eo, Mazz-eo, Mass-eo, Alf-eo, Orr-eo, Papal-eo | Italia meridionale, incluse Piemonte, Liguria e Veneto                                                              |               |
| ace                           | Star-ace, Stor-ace, P-ace, R-ace | Italia meridionale, incluse Piemonte, Liguria e Veneto                                                              |               |
| enghi/engo/inghi/ingo         | Ard-enghi, Borl-enghi, Interl-enghi, Pol-enghi, Ard-engo, Girard-engo, Mar-engo, Fal-inghi, Berl-ingo, St-ingo | Piemonte e Lombardia                                                                                                |               |
| audi/auti                     | Ein-audi, G-audi, Grim-audi, Ramb-audi, Fl-auti, R-auti | Piemonte |               |
| asco                          | Bin-asco, Bagn-asco, Com-asco, Cev-asco, Pegli-asco, Pin-asco | Piemonte e Liguria                                                                                                  |               |
| illa                          | V-illa, Bramb-illa, Per-illa, Bar-illa, Cam-illa, Cav-illa | Piemonte e Lombardia, Calabria e Sicilia                                                                            | [ 16 ]        |
| ina/ona/ana                   | R-ina, Mor-ina, B-ona, Barb-ona, Red-ona, Cod-ina, B-ana, Bell-ana, Gabb-ana | Piemonte e Italia meridionale                                                                                       |               |
| ando/ondo                     | Zangr-ando, Z-ando, R-ando, Ver-ando, G-ondo, Gioc-ondo, Red-ondo | Piemonte, Liguria, Veneto, Marche, Abruzzo, Molise, Campania e Puglia                                               |               |
| aldo/oldo                     | Cat-aldo, B-oldo, Par-oldo, Gir-aldo, Cast-aldo, T-oldo | Piemonte, Liguria, Veneto, Marche, Abruzzo, Molise, Campania e Puglia                                               | [ 14 ]        |
| olfo/ulfo                     | Gand-olfo, Grand-olfo, Ast-olfo, Rid-olfo, Gand-ulfo, And-olfo | Piemonte, Liguria, Veneto, Campania, Puglia e Sicilia                                                               |               |
| ero                           | Accorn-ero, Barb-ero, Ferr-ero, Cav-ero, Mor-ero, Molin-ero, Raddav-ero | Piemonte, Liguria e Veneto                                                                                          | [ 16 ]        |
| asso/esso/isso/osso           | Mur-asso, B-asso, Gr-asso, F-osso, Carl-esso, Gal-esso, Mom-esso, Libral-esso, Bald-asso, Mont-esso, Com-isso, B-osso, Gr-osso, Del Gr-osso | Piemonte, Liguria, Veneto, Marche, Abruzzo, Molise, Campania e Puglia                                               |               |
| acchio/occhio/ecchio          | Mus-acchio, St-acchio, Com-acchio, C-occhio, Bell-occhio, Man-occhio, Br-ecchio, Tav-ecchio | Piemonte, Liguria, Veneto, Marche, Abruzzo, Molise, Campania e Puglia                                               |               |
| esio/asio                     | D-'esio, Franc-esio, Gen-esio, Gorr-esio, Carch-esio, Bor-asio, Cartasio | Piemonte, Liguria, Veneto, Marche, Abruzzo, Molise, Campania e Puglia                                               |               |
| erlo/erli                     | M-erlo, M-erli, - C-erlo, D-erli | Piemonte, Liguria, Veneto, Marche, Abruzzo, Molise, Campania e Puglia                                               |               |
| ella                          | Maruzz-ella, Pezz-ella, Pulz-ella, Mont-ella, Col-ella, Pan-ella, Pann-ella, Bar-ella, Minch-ella | Campania, Lazio, Puglia e Veneto                                                                                    | [ 14 ]        |
| etta                          | Barb-etta, Barr-etta, Ber-etta, Gazz-etta, Maruzz-etta, Spital-etta, Z-etta | Campania, Sicilia, Veneto, Piemonte e Lombardia                                                                     |               |
| isi                           | Tro- isi, Pari-isi, Mel-isi, Parol-isi, Guerr-isi, Penn-isi, Pugl-isi, Ronn-isi, Paol-isi, Gr-isi, Parad-isi | Campania e Italia meridionale                                                                                       |               |
| uni                           | Bell-uni, Br-uni, Maddal-uni, Matal-uni, Zarl-uni, Gif-uni | Campania, Puglia |               |
| ieri/iero                     | Aut-ieri, Faz-ieri, Lett-ieri, Main-ieri, Oliv-ieri, Oz-ieri, Rain-ieri, Sov-iero, Man-iero, Barb-iero, Gum-iero. | Campania, Puglia e Triveneto.                                                                                       |               |
| iello/iella                   | Anton-iello, Borr-iello, Cast-iello, Cerc-iello, Ciard-iello, Circ-iello, Giard-iello, Nannar-iello, Panar-iello, Pastor-iello, Porc-iello, Ricciard-iello, Roman-iello, Scaramuz-iello, Vit-iello, Fa-iella, Gian-iella, Massar-iello | Campania | [ 16 ]        |
| uoli/iuoli                    | Acciai-uoli, Urci-uoli, Casci-aiuoli, Mazz-aiuoli, Raff-aiuoli | Campania |               |
| ulo/uolo                      | Gargi-ulo, Pagliar-ulo, Mai-ulo, Cannavacci-uolo, Petracci-uolo | Campania |               |
| illo                          | Borz-illo, Piccir-illo, Varr-illo, Vern-illo, Serv-illo, Ior-illo | Campania | [ 16 ]        |
| ese/ise                       | Savar-ese, Modan-ese, Veron-ese, Lecc-ese, Par-ise, Zu-ise, Tro-ise | Campania, basso Lazio                                                                                               |               |
| uozzo/uozzi/uoto/uoti         | Cap-uozzo, C-uozzo, Cap-uozzi, Cerq-uozzi, T-uozzi, Pagli-uozzi, Cav-uoto, V-uoto, Cacciap-uoti, Cav-uoti, R-uoti | Campania, basso Lazio                                                                                               |               |
| iccio/icchio/izio             | M-iccio, Cav-icchio, Varr-icchio, Pasqual-icchio, Fin-izio, De M-izio | Campania |               |
| ela/ele                       | Madrin-ela, Taglialat-ela, Bi-ele, I-ele, Mi-ele, Vi-ele | Campania |               |
| ez/es                         | Gonzal-es, Sang-es, Zingal-es, Martin-ez, Martin-es, Alvar-ez, Vald-es, Alvar-es, Per-ez | Campania (Napoli), Sardegna                                                                                         |               |
| ante                          | Ador-ante, Bonf-ante, Ferr-ante, Fisc-ante, Parl-ante, Pom-ante, Viol-ante | Campania, Puglia |               |
| auri/auro                     | M-auri, Z-auri, Ran-auro, F-auro, Bon-auro | Campania, Abruzzo, Molise, Puglia, Sicilia.                                                                         |               |
| aglia/aglio                   | Pazz-aglia, Tart-aglia, M-aglia, R-aglia, Ba-glio, Mor-aglio | Campania, Abruzzo, Marche, Veneto, Piemonte, Liguria, Puglia e Sicilia                                              |               |
| edda                          | Del-edda, L-edda, Z-edda, Fa-edda | Sardegna | [ 14 ]        |
| au                            | Bidd-au, Mad-au, Fr-au | Sardegna |               |
| as                            | Cann-as, Pir-as, Marr-as, Solin-as, Ros-as | Sardegna |               |
| us                            | Camp-us, Ag-us, Pint-us | Sardegna |               |
| is                            | Mel-is, Vird-is, Lamp-is, Bod-is, Cortinov-is, Pel-is, Pell-is, Fabr-is, Carlevar-is | Sardegna, Puglia, Campania, Lazio e Lombardia                                                                       | [ 16 ] [ 17 ] |
| u                             | Sor-u, Porc-u, Coss-u, Niedd-u, Schirr-u, Cafedd-u, Al-u | Sardegna, Sicilia                                                                                                   |               |
| aloro (aloru)                 | Andaloro, Fav-aloro, Orgli-aloro | Sicilia |               |
| oti                           | Sid-oti, F-oti, Scilip-oti | Sicilia, Calabria                                                                                                   |               |
| audo                          | Air-audo, Grib-audo, B-audo, Grim-audo, Ribaudo | Sicilia, Piemonte                                                                                                   |               |
| uzzo                          | L-uzzo, T-uzzo, Bert-uzzo, Bell-uzzo, Saluzzo | Sicilia, Piemonte, Veneto e Friuli                                                                                  | [ 14 ]        |
| er                            | Tauf-er, Pach-er, Pichl-er, Pineid-er, Wagn-er, Grett-er, Mull-er | Triveneto |               |
| otto                          | Bizz-otto, Bell-otto, Serrai-otto, Pasqual-otto, Mi-otto , Zanz-otto | Veneto, Piemonte e Italia meridionale                                                                               | [ 14 ]        |
| etto                          | Rav-etto, Rizz-etto, Lucc-etto, Zorz-etto, Pozz-etto, Cros-etto, Vendramin-etto, On-etto | Veneto, Piemonte e Italia meridionale                                                                               | [ 14 ] [ 15 ] |
| ello                          | Nov-ello, Bertev-ello, Bressan-ello, Bassan-ello | Veneto, Piemonte, basso Lazio, Calabria e Sicilia                                                                   | [ 14 ] [ 16 ] |
| ato/atto                      | Bellin-ato, Luc-ato, Francesc-ato, Porr-ato, Regin-ato, Vedov-ato, Volp-ato, Pi-atto, G-atto, Bus-atto, Bug-atto, Chi-atto, Bur-atto | Veneto, Piemonte, basso Lazio, Campania, Basilicata, Calabria e Sicilia                                             | [ 14 ]        |
| ago/ego/igo/ogo               | Z-ago, Volp-ago, B-ego, S-ego, Barbar-igo, Br-igo, Dor-igo,Mabral-igo, Pasqual-igo, Sandr-igo, Vezz-igo, C-ogo | Veneto |               |
| l'/'n/r/z/                    | Cana-'l', Vida-'l', Baboli-n, Balda-n, Ballari-n, Barbo-n, Battisto-n, Bella-n, Bordigno-n, Cattapa-n, Cavatto-n, Coassi-n, Corvi-n, Covi-n, Cusi-n, Fanti-n, Furla-n, Lamo-n, Luci-n, Mani-n, Marango-n, Marco-n, Mari-n, Marti-n, Maso-n, Mia-n, Moli-n, Padoa-n, Pandi-n, Pava-n, Peri-n, Pieri-n, Pilo-n, Pozzobo-n, Schiavo-n, Trevisa-n, Visenti-n, Visinti-n, Volpi-n, Zani-n, Zano-n, Carre-r, Sarto-r, Venie-r, Muni-z, Pani-z, | Triveneto, basso Lazio                                                                                              |               |
| acco/ecco/ucco                | Acco, Cr-acco, Bazz-acco, Biss-acco, Feltr-acco, Pol-acco, C-ecco, R-ecco, Badal-ucco, Mazz-ucco, Trab-ucco | Triveneto, Piemonte e Liguria e Italia meridionale                                                                  |               |
| ussi/usso                     | Bortol-ussi, Ben-ussi, Zan-ussi, Col-ussi, Col-usso, Pel-usso | Triveneto, e Italia meridionale                                                                                     |               |
| uzzi                          | Bortol-uzzi, Li-uzzi, Col-uzzi, Bon-uzzi, N-uzzi, M-uzzi | Triveneto, e Italia meridionale                                                                                     | [ 14 ]        |
| utti/ut/utto/utta             | Bon-utti, Gregor-ut, Martin-ut, Var-utti, Z-utto, Lanz-utto, Battist-utta | Triveneto, e Italia meridionale                                                                                     | [ 14 ]        |
| az                            | Béth-az, Bion-az, Cuné-az, Lucian-az, Marguerett-az, Pasquett-az, Pr-az, Ros-az | Valle d'Aosta, Friuli                                                                                               |               |
| oz                            | B-oz, Chabl-oz, Diémo-oz, Marc-oz, G-oz, Savi-oz, Vuillerm-oz | Valle d'Aosta, Friuli                                                                                               |               |
| ou                            | Fi-ou | Valle d'Aosta |               |
| y                             | Borne-y | Valle d'Aosta |               |
| t                             | Perre-t, Cassiou-t, Rossi-t, Tros-t | Valle d'Aosta, Friuli                                                                                               |               |
| meni                          | Figlio-meni, Farco-meni | Calabria |               |
| uso                           | Gatt-uso, B-uso, Art-uso, Manc-uso, Pel-uso | Calabria, Sicilia Basilicata, Puglia e Campania                                                                     |               |
| ò                             | Prattic-ò, Sgr-ò, Munaf-ò, Nistic-ò, Calabr-ò, Aric-ò | Calabria e Sicilia                                                                                                  |               |
| à                             | Cannistr-à, Criser à, Barill-à, Lagan-à, Cirinn-à | Calabria e Sicilia                                                                                                  |               |
| iti/ita/ito                   | Panas-iti, Coron-iti, Man-iti, Gar-iti, Gar-ita, Tab-ita, Pol-ito, Gar-ito, S-ita, Z-ito | Calabria, Sicilia, Veneto                                                                                           |               |
| uri                           | Caligi-uri, Arc-uri | Calabria, Puglia, Basilicata, Campania e Lazio                                                                      |               |
| ono                           | Antu-ono, Abbatantu-ono, Abatantu-ono, B-ono | Puglia, Campania, Sicilia, Piemonte e Liguria                                                                       |               |

| Prefissi             | Esempio di composizione | Origine                                                               |
| -------------------- | --- | --------------------------------------------------------------------- |
| De (Classico)        | De Agostini, De Bianchi, De Biasi, De Bortoli, De Carli, De Cesare, De Chiara, De Cunto, De Domenico, De Falco, De Felice, De Ferrari, De Filippi, De Filippo, De Francesco, De Gasperi, De Gavardo, De Gennaro, De Giorgi, De Giorgio, De Grandi, De Iorio, De Longhi, De Lorenzi, De Lorenzo, De Luca, De Lucia, De Luigi, De Luisi, De Marco, De Maria, De Martini, De Martino, De Masi, De Micheli, De Muru, De Napoli, De Negri, De Nisi, De Palma, De Paola, De Pasquale, De Pinto, De Piscopo, De Porzio, De Roberto, De Roma, De Rosa, De Rossi, De Ruggeri, De Russo, De Sica, De Simone, De Sio, De Stefani, De Stefano, De Tullio, De Vincenzo, De Vita, De Vito, De Vittorio De Zerbi | Italia meridionale e centrale, Italia settentrionale per esportazione |
| De (Ablativo latino) | De Andreis, De Angelis, De Bellis, De Carolis, De Conciliis, De Cristoforis, De Cubellis, De Curtis, De Devitiis, De Dominicis, De Fablis, De Flaviis, De Franchis, De Gais, De Grandis, De Ieronimis, De Julis, De Laurentiis, De Laurentis, De Lellis, De Litteris, De Longis, De Marinis, De Matteis, De Mattias, De Melis, De Michelis, De Nigris, De Notaris, De Novellis, De Petris, De Pompeis, De Pretis, De Regibus, De Robertis, De Ruggeriis, De Sanctis, De Sanges, De Santis, De Stefanis, De Turris, De Vendictis, De Vendittis, De Vincentiis, De Vincentis | Italia centrale e meridionale                                         |
| Del                  | Del Basso, Del Ben, Del Bon, Del Donno, Del Frate, Del Grosso, Del Vecchio, Del Piano, Del Pozzo, Del Prete, Del Negro, Del Pasqua, Del Piero | Italia centrale, settentrionale e meridionale                         |
| Della                | Della Bartola, Della Bella, Della Casa, Della Corte, Della Mea, Della Monaca, Della Pasqua, Della Rovere, Della Torre, Della Valle, Della Vittoria | Italia settentrionale e centrale                                      |
| Delli/Dello          | Delli Carri, Delli Noci, Delli Paoli, Dello Buono, Dello Iacono, Dello Iacovo, Dello Orbis, Dello Russo, Dello Sciame, Dello Zaino | Italia meridionale e centrale                                         |
| Di                   | Di Bari, Di Bartolomeo, Di Battista, Di Bello, Di Bert, Di Berto, Di Biagi, Di Bucci, Di Caprio, Di Carla, Di Centa, Di Cesare, Di Chiara, Di Costa, Di Dio, Di Fede, Di Feo, Di Fluri, Di Fraia, Di Francesco, Di Gaetano, Di Genova, Di Giacomo, Di Gioia, Di Giordano, Di Girolamo, Di Gregorio, Di Iorio, Di Lazzaro, Di Leva, Di Lorenzo, Di Luca, Di Lucia, Di Maio, Di Maria, Di Marcantonio, Di Marco, Di Marzio, Di Matteo, Di Micco, Di Natale, Di Paola, Di Pierro, Di Pietro, Di Pilato, Di Primo, Di Resta, Di Rossi, Di Rosso, Di Russo, Di Simone, Di Somma, Di Stefano, Di Tiziano, Di Tommaso, Di Trotta, Di Vico, Di Vito, Di Vittorio, Di Zara                                 | Italia centrale e meridionale, Italia settentrionale per esportazione |
| Dal/Dall'            | Dal Bo, Dal Negro, Dall' Acqua, Dal Basso | Veneto, Friuli                                                        |
| D'                   | D' Acquisto, D' Addario, D' Agostino, D' Alessandro, D' Aloia, D' Amelio, D' Angelo, D' Aqui, D' Aquino, D' Arco, D' Arienzo, D' Aureli, D' Aurelio, D' Auria, D' Elia, D' Emanueli, D' Emilio, D' Ercole, D' Errico, D' Erice, D' Esposito, D' Este, D' Ettore, D' Impero, D' Imporzano, D' Inverno, D' Iorio, D' Onofrio, D' Oria, D' Orlando, D' Oro, D' Orta, D' Ortona, D' Ospina, D' Ugo, D' Urso | Campania, Puglia, Basilicata, Italia settentrionale per esportazione  |
| La                   | La Barbera, La Ferrera, La Fata, La Loggia, La Malfa, La Mannera, La Mazza, La Peccerella, La Pira, La Rosa, La Russa, La Salvia, La Spada, La Torre, La Vacca, La Paglia | Campania, Puglia, Basilicata, Calabria, Sicilia                       |
| Lo/Lu                | Lo Certo, Lo Muzio, Lo Forte, Lo Giudice, Lo Iacono, Lo Nigro, Lo Presti, Lo Visco, Lu Piccolo, Lu Vito | Campania, Puglia, Basilicata, Calabria, Sicilia                       |
| Li                   | Li Calzi, Li Castri, Li Causi, Li Donni, Li Greci, Li Pira, Li Puma, Li Vecchi, Li Vigni, Li Voi, Li Volsi, Li Volti | Campania, Basilicata, Sicilia                                         |

## Gli ultimi sviluppi sugli studi
L'attenzione sulle attuali difficoltà che si incontrano fra linguisti di aggiornare e approfondire informazioni sui cognomi in Italia vengono poste in un recente studio onomastico (2023) di Enzo Caffarelli. La ricerca esplora gli ostacoli nel conteggiare i cognomi, non solo per la loro quantità, ma anche per le complessità legate alla metodologia di conteggio. Il lavoro effettuato dal suo più illustre predecessore a livello nazionale, Emidio De Felice, fu molto impegnativo e oggi datato; le non facili soluzioni adottate all'epoca per la catalogazione, dietro la raccolta di dati così vasti e l'uso di tecnologie moderne devono tenere conto di tutte le problematiche legate oggi alla classificazione, alla Privacy e al Garante, al trattamento dei dati personali, al rispetto delle  regole di diffusione.
Gli interrogativi emersi non si limitano soltanto su come considerare le varianti dei cognomi, i cognomi doppi e le forme accentate. Mostrano piuttosto quanto sia complesso il tema e quanto possa variare a seconda delle convenzioni culturali e linguistiche. Inoltre, il fatto che i cognomi possano estinguersi o aumentare con l'immigrazione rende il tutto ancora più dinamico. Una riflessione diventa spunto per linguistica, sociologia o semplicemente per la storia delle famiglie.